# فاينل فانتسي 14

‍
فاينل فانتَسي XIV أو فاينل فانتَسي 14 هي لعبة تقمص أدوار كثيفة اللاعبين على الإنترنت لـمايكروسوفت ويندوز، ماك أو أس X، بلاي ستيشن 3 وبلاي ستيشن 4. طورت شركة سكوير إينكس اللعبة وأصدرتها عالميًا يوم 27 أغسطس 2013. اللعبة متوفرة حاليًا باللغات اليابانية والإنجليزية والفرنسية والألمانية والصينية والكورية. صدرت اللعبة في البداية بعنوان فاينل فانتَسي XIV: أ ريلم ريبورن كبديل للّعبة الأصلية فاينل فانتسي XIV التي صدرت عام 2010 وأوقِف دعمها بعد أن تلقّت ردود فعل سلبية عند صدورها. تدور أحداث فاينل فانتَسي XIV في أرض أيورزيا Eorzea الخيالية بعد مرور خمس سنوات على أحداث اللعبة الأصلية. في ختام فاينل فانتَسي XIV، هرب التنين البدائي بهموت Bahamut من سجنه القمري لكي يبدأ الكارثة المظلمة السابعة Seventh Umbral Calamity، وهو حدث مجلجل دمر جزءًا كبيرًا من أيورزيا. ببركات آلهة هذا العالم، تهرب شخصية اللاعب من الدمار عن طريق السفر عبر الزمن إلى خمس سنوات في المستقبل. يجب على اللاعب التعامل مع التهديد الوشيك بالغزو القادم من الشمال على يد الإمبراطورية الغارليّة Garlean Empire بينما تتعافى أيورزيا ويعاد بناؤها.
صدرت لعبة فاينل فانتَسي XIV الأصلية في سبتمبر 2010 وتعرضت لانتقادات سلبية حادة. كنتيجة لردة الفعل السلبية هذه، أعلن رئيس سكوير إينكس حينها يويتشي وادا أن فريقًا جديدًا بقيادته سوف يتولى مهمة تطوير اللعبة. كان هذا الفريق مسؤولًا عن صناعة بعض المحتويات للعبة الأصلية وثم طوَّر لعبة جديدة تعالج جميع الانتقادات الموجهة للعبة السابقة. في البداية سُمي هذا الإصدار من اللعبة بـ«الإصدار 2.0» ويمتاز بمحرك ثلاثي الأبعاد وهياكل خوادم محسنة ونظام لعب وواجهة متطورَين بالإضافة إلى قصة جديدة. قوبل إصدار اللعبة بإيجاب كبير وأثنى الناقدون عليها وعلى آليتها الصلبة ومراحل التقدم فيها، كما أشادوا بيوشيدا وجهوده في إعادة بعث مشروع اللعبة. صدر أول تحديث رئيسي للعبة بعنوان «أ ريلم أووكِن» A Realm Awoken يوم 17 ديسمبر 2013 وأُدخل عليها مساكن للّاعبين وساحات معركة للقتال بين اللاعبين ومهام جديدة وأول غارة مكونة من 24 شخص، برج الكريستال Crystal Tower. تُصدَر تحديثات دورية للعبة كل ثلاثة أشهر. عزا الرؤساء التنفيذيون لسكوير إينكس عودة الشركة لتحقيق الأرباح جزئيًا إلى مبيعات اللعبة القوية وأعداد المشتركين فيها ليصل عدد الاشتراكات التراكمي إلى 5 ملايين اعتبارًا من يوليو 2015. منذ صدور اللعبة، أُنتِجَت ثلاث حزم توسعة للّعبة هي هيڤنزواردHeavensward عام 2015، وستورمبلود Stormblood عام 2017 وشادوبرِنغَرز Shadowbringers عام 2019.
أوقفت سكوير إينكس إصدار اللعبة على ماك أو أس X يوم 3 يوليو 2015 بعدما تشكى المشتركون من مشاكل تقنية وعرضت خدمة لرد المبالغ ثم أعادت الخدمة لنظام الماك يوم 23 فبراير 2016.

## نظام اللعب
فاينل فانتَسي XIV لعبة تقمص أدوار كثيفة اللاعبين على الإنترنت تضم عالمًا مستمرًا يتفاعل فيه اللاعبون مع بعضهم البعض ومع بيئته. يبتكر اللاعبون شخصياتهم ويخصصونها طبقًا لما يريدونه من أجل استخدامهم في اللعبة، ويتضمن ذلك الاسم والعرق والجنس وملامح الوجه والفئة الأولية Primary Class. بعكس النسخة الأصلية من اللعبة، لا يستطيع اللاعب سوى أن يختار أن يكون حواريّ حرب Disciple of War أو حواريّ سحرDisciple of Magic كفئة أولية، مع عدم توفر حواريّ اليد Disciple of the Hand أو حواريّ الأرضDisciple of the Land في البداية. كما يجب أن يختار اللاعبون عالمًا لكي تخوض شخصياتهم المغامرات فيه، والذي يختلف باختلاف القارات والخوادم المرتبطة بها بين اليابان وأوروبا وأميركا الشمالية. اللعبة تحتوي على مكتبة واسعة من المصطلحات والعبارات العامة المترجمة التي تسمح للّاعبين المتحدثين بلغات مختلفة بالتخاطب بغض النظر عن الخادم أو اللغة المستخدمة في اللعبة.

### الواجهة
تختلف واجهة المستخدم وضوابط التحكم في اللعبة بين نسخ الحاسب الشخصي وأجهزة ألعاب الفيديو. لدى مستخدمو الحاسب الشخصي الخيار في استخدام لوحة المفاتيح والفأرة مع يد التحكم من أجل اللعب حيث بإمكانهم الخوض في اللعبة عن طريق نوافذ التأشير والنقر. يستطيع لاعبو البلاي ستيشن 3 استخدام يد التحكم وحدها أو يد التحكم مع لوحة المفاتيح، كما يستطيع مستخدمو البلاي ستيشن 4 ربط فأرة خارجية من خلال فتحة اليو إس بي. يتضمن التنقل في نسخة البلاي ستيشن من اللعبة واجهة تعرض شريطًا بارزًا على الشاشة يدعى «كروس هوتبار» Cross Hot Bar والذي يألفه مستخدمو هذا النظام. هذا الشريط هو سبيل الوصول إلى جميع القوائم والخرائط والسجلات وخيارات الضبط. يتضمن العرض العُلوي للنسختين سجلًا للرسائل وقائمة حالة مجموعة اللاعبين Party وخارطة مصغرة وشريط أوامر. يستطيع اللاعب تخصيص وتغيير موقع كل من هذه العناصر.
يختلف شريط الأوامر وطريقة الإدخال في المعركة قليلًا بين نسختي الحاسب الشخصي والبلاي ستيشن. نسخة الحاسب تدعم التأشير والنقر بالإضافة إلى لوحة المفاتيح الرقمية لاختيار الأوامر أو وحدات الماكرو في شريط الأوامر. أوامر الماكرو هي سلسلة من الإجراءات القابلة للتخصيص التي تسمح للّاعبين بتنفيذ القدرات المطلوبة في وقت محدد. في حين يربط الكروس هوتبار في نسختيّ البلاي ستيشن البيانات في شريط الأوامر والماكرو على شكل اختصارات ترتكز على أربع مجموعات من الأيقونات المرتبة بشكل أفقي في النصف الأسفل من الشاشة. تكون هذه الأيقونات مكدسة ويوصَل لها من خلال ضغط زرّي L2 وR2 مع أزرار التوجيه أو أزرار الوجه (، ، ، ). تُستخدم أزرار L وR للتنقل بين المجموعات الترافقية ويتمكن اللاعب من الوصول السريع إلى الأوامر. هذه الواجهة تتوفر أيضًا للاعبي الحاسب الذين يستخدمون يد التحكم.

### تطور الشخصية
يستطيع اللاعبون تطوير شخصياتهم عن طريق كسب نقاط خبرة (EXP)، وعندما يُجمَع عدد معين من النقاط، يرتقي مستوى شخصية اللاعب وتكتسب إحصاءات مطورة تحسِّن أداءها بشكل أكبر في المعركة. المصادر الأربعة الأساسية لكسب نقاط الخبرة في فاينل فانتَسي XIV هي إكمال المهام واستكشاف الزنزانات الفورية (Instanced Dungeons) والمشاركة في أحداث الوقت النشطة الكاملة المعروفة بالـ«فَيت» (FATE) وذبح الوحوش القابعة في عالم اللعبة. المهام، بما فيها سلسلة مهمات «السيناريو الرئيسي»، عادة ما تكون قصيرة ومحددة وتُعطى للّاعب من قبل شخصيات غير لاعبة وتقدم مكافئات من ضمنها السلع ونقاط الخبرة. إكمال مهام السيناريو الرئيسي يقدّم الحبكة الشاملة للعبة. مهمات «غيلدليڤز» Guildleves هي مهمات قابلة للتكرار يمكن الشروع فيها باستخدام مخصصات الليڤز (Leves). هذه المخصصات محدودة الكمية، ولكنها تتجدد مع مرور الوقت. الزنزانات الفورية هي مواقع معزولة ذات أهداف محددة يجب إتمامها في وقت زمني محدد. هذه الزنزانات تشترط وجود عدة لاعبين لتكوين مجموعة قبل السماح بدخولها. بعض الزنزانات مهيأة للّاعبين ذوي المستوى المتدني لكي يكتسبوا نقاط خبرة بشكل سريع، بينما أخرى منها مسخّرة للّاعبين ذوي الخبرة العالية من أجل جمع السلع والمعدات النادرة. الفَيت هي آلية لعب جديدة حيث يستطيع عدد كبير من اللاعبين المشاركة في نفس الحدث بغض النظر عن حالة المجموعة. هذه الأحداث ذوات المواقع المحددة تتضمن معارك مع وحوش ضارية، والدفاع عن موقع ما من قوات غازية، وعمليات القتل الوقائي للكائنات البرية المحلية المعادية، والهجوم على حصون الأعداء بالإضافة إلى غيرها من المهام. وقتل الوحوش من أجل نقاط الخبرة هي مهام يعززها سجل الصيد Hunting Log الذي يملي على اللاعب مهمة الانتصار على أعداء محددين مقابل نقاط خبرة إضافية. عند الوصول إلى الحد الأقصى للمستويات، وهو المستوى 60 حاليًا، يتحول تطوير الشخصيات إلى مرحلة تحسين مستوى العتاد عن طريق الحصول على معدات جديدة وأفضل. بالإمكان الحصول على هذه المعدات من خلال مصادر متنوعة، من ضمنها زنزانات نهاية اللعبة والحرفية والغارات والمعارك البدائية وعمليات صيد الأهداف النخبية.
بالإضافة إلى تحديات اللعب ضد البيئة (PvE)، يوجد صنفين من معارك اللاعب ضد اللاعب (PvP) في فاينل فانتَسي XIV: النوع الأول، عرين الذئاب Wolves' Den، هو ساحة تضم معارك منظمة لأربعة لاعبين ضد أربعة؛ يمكن للاعب الاصطفاف في انتظار المعركة مع ثلاثة أعضاء لمواجهة فريق آخر مكون من أربعة لاعبين. النوع الثاني، الخطوط الأمامية Frontlines، هو ساحة قتال فورية ضخمة يشكل فيها اللاعبون فِرَقًا قد تصل إلى حد 24 لاعب. تتحدد الفِرَق على حسب ولاءات اللاعبين إلى إحدى الفرق العظمى الثلاث Grand Companies، والفريق الفائز هو أول فريق يصل إلى عدد النقاط المطلوب. تتوفر ثلاثة أطوار مع مواقع وقوانين مختلفة. الأطلال الحدودية (أمِّن) (Borderland Ruins (Secure طور يتضمن احتلال مواقع متنازع عليها؛ الأطلال الحدودية (اذبح) (Borderland Ruins (Slaughter يركز على هزيمة الخصوم؛ وصخرة الختم (اغتنم) (Seal Rock (Seize هو طور من نوع «اقبض على العَلَم» يجب على اللاعبين فيه اقتناء آثار قديمة تدعى «توميلِثز» Tomeliths تبرز من خلال نقاط تفرّخ عشوائية. تخوض الفِرَق الكبرى معارك الأطلال الحدودية في منبسطات كارتِنَو Carteneau Flats وصخرة الختم بسبب التحف السحرية القيّمة التي اكتُشِفَت هناك. جنّدت الفِرَق المغامرين للتنافس على فرض هيمنتها على المنطقة من خلال الخطوط الأمامية Frontlines، وهي في الظاهر مجموعة من التمارين العسكرية المرتبة بين تلك الدول الثلاث.

### نظام المعارك والمجموعات
يحارب اللاعبون الأعداء عن طريق الهجمات الجسدية ومهارات الأسلحة والهجمات السحرية. مجموعات اللاعبين Parties في فاينل فانتَسي XIV تستطيع استيعاب ثمانية لاعبين كحد أقصى. بعض المحتويات المعينة في اللعبة تتطلب مجموعات ذات حجم محدد، مثل الزنزانات الفورية ومعارك الرؤساء. «مكتشف الواجبات» أو Duty Finder ميزة مطابَقة آلية تفرز اللاعبين إلى مجموعات من أجل بعض المحتويات الفورية عبر مختلف الخوادم. «مكتشف المجموعات» Party Finder عبارة عن لوحة إعلانات محددة الخوادم حيث يستطيع اللاعبين تجنيد لاعبين آخرين من أجل أي نوع من المحتويات من ضمنها الزنزانات والغارات ومجموعات الفَيت وغيرها. أعضاء المجموعة يؤدون الأدوار التقليدية في ألعاب تقمص الأدوار كثيفة اللاعبين على الإنترنت مثل التانك Tank، وهي الشخصية التي تجذب ضربات العدو أو تعيد توجيهها وتحمل دروعًا ثقيلة، والمعالج Healer والذي يركز على إعادة تعبئة شريط الصحة لبقية الأعضاء، بالإضافة إلى الداعم Support والدافع بالضرر Damage dealer. لعب المجموعات يدور حول مبدأ «البغضاء» Enmity، وهي مدى شراسة العدو ضد لاعب معين. تُنتَج البغضاء عن طريق الأوامر الهجومية وتندثر عند استخدام قدرات محددة. يركز كل عدو هجماته على اللاعب الحائز على أكبر كمية من البغضاء، ومن المهم إدارة البغضاء لإتمام المواجهات الأكثر صعوبة بنجاح. يجب على التانك أن يخطف أنظار العدو من بقية أعضاء المجموعة والذين عادة ما يكون دفاعهم ضعيفًا عن طريق إنتاج كميات كبيرة من البغضاء. العمل الجماعي والاستراتيجي مهمان لهزيمة أقوى الأعداء. «الحد المكسور» Limit Break هي قدرات خاصة لا يمكن استخدامها إلا عندما يتفوق أعضاء المجموعة في أدوارهم.
الرابطات التي يديرها اللاعبون تتواجد على شاكلة «فِرَق حرة» Free Companies، وهي مجموعات منظمة من المغامرين تشرف عليها إحدى من فرق أيورزيا الثلاث العظمى. يتمكن أعضاء الفرقة الحرة من الوصول إلى صندوق الفرقة المشترك وقناة دردشة خاصة وإجراءات الشركة Company Actions التي هي عبارة عن دفعة لمدة 24 ساعة لبعض أنحاء اللعب، منها زيادة في نقاط الخبرة أو تخفيض الضرر الذي تتكبده المعدات. يمكن لأعضاء الفرقة الحرة جمع مواردهم لشراء منزل في إحدى الضواحي السكنية لأي من المدن الثلاث الرئيسية. بالإضافة إلى تزيين المنزل، فبإمكان اللاعبين استخدام الأراضي لإنماء بعض السلع المميزة من خلال نظام البستنة وتدريب رفيقهم طائر الـ«تشوكوبو» Chocobo والشروع في رحلات على المنطاد وشراء غرفة للاستخدام الخاص. الـ«لينكشَلز» Linkshells هي شكل آخر من أشكال التواصل بداخل اللعبة؛ فبينما لا يستطيع اللاعبون الانضمام إلّا لفرقة حرة واحدة، فبإمكانهم الانضمام إلى ثمانية من اللينكشَلز والتي تعمل كقنوات خاصة للدردشة للمجموعات الفرعية المعنية.

### نظام مستودع الأسلحة والوظائف
تحت نظام مستودع الأسلحة Armoury System، فإن سلاح اللاعب هو ما يحدد فئة الشخصية Character Class ويستطيع اللاعبون تغيير فئاتهم على الفور عن طريق تغيير السلاح. تنقسم الفئات إلى أربعة اختصاصات: حواريو الحرب Disciples of War وهم خبراء القتال اليدوي؛ حواريو السحر Disciples of Magic وهم ممارسو الفنون السحرية؛ حواريو اليد Disciples of the Hand وهم حرفيون وعمّال مهرة يبتكرون السلع ويصلحونها؛ وحواريو الأرض Disciples of the Land وهم جامعون يقتنون مواردًا من البيئة. بالإمكان تجهيز واستخدام بعض القدرات المكتسبة من قبل إحدى الفئات الأخرى. نظام الوظائف Job System يبني على نظام الأسلحة لحواريي الحرب والسحر. في مقابل تقييد نطاق القدرات القابلة للحمل من قبل الفئات الأخرى، يستطيع اللاعبون الوصول إلى مهارات وسحر وأسلحة ودروع قوية ومخصوصة للوظيفة المطابقة لتلك الفئة. هذه الوظائف المبنية على الوظائف الشخصية الكلاسيكية في ألعاب فاينل فانتَسي أكثر ملائمة لمعارك المجموعة.

### اقتصاد اللعبة
إن الاقتصاد الافتراضي لـفاينل فانتَسي XIV محرَّك من قبل اللاعبين. يسهِّل الوكلاء تبادل السلع، وهم شخصيات غير لاعبة تساهم في بيع السلع في السوق وجمعها من خلال المشاريع وتوفير مخازن إضافية للسلع. هنالك رسوم معاملات صغيرة لكل المبيعات والتي هي بمثابة مصرف ذهبي لتنظيم تضخم الأسعار. يستطيع اللاعبون من أي فئة المساهمة في الإمداد الاقتصادي: حواريو الأرض يكتسبون السلع الخام من نقاط الجمع الموزعة حول عالم اللعبة؛ حواريو اليد يصنعون أدوات ومعدات مفيدة من السلع الخام؛ وحواريو الحرب والسحر يذبحون الوحوش من أجل الحصول على سلع نادرة لا تتوفر لدى حواريو الأرض. كما يستطيع اللاعبون المساهمة عن طريق صناعة الـ«ماتيريا» Materia من المعدات المستخدمة بشكل جيد. كذلك يستطيع اللاعبون أيضًا التضحية بالمعدات التي اكتسبت قدرًا كافٍ من خاصية «رابطة الروح» Spiritbond والتي يمكن استخدامها من أجل تحسين إحصاءات المعدات الأخرى.
تغيرت آليات الحِرَفية Crafting والتجميع Gathering بين اللعبة الأصلية وأ ريلم ريبورن، وتتجه معظم هذه التغيرات نحو الحد من العشوائية والتخمين الموجودَين في هذه العمليات. تتوفر جميع الوصفات التابعة للمستويات المناسبة بشكل تلقائي في سجل الحِرَفية Crafting Log لدى حواريو اليد. وكذلك أُعيد توازن مهارات الحِرَفية للسماح بصناعة منتجات بجودة عالية من دون الحاجة إلى إتقان عدة تخصصات لحواريي اليد. بالنسبة لحواريي الأرض، فبإمكان اللاعبين اختيار السلعة التي يريدون اقتناءها في نقطة التجميع، بينما في السابق كانت نتائج محاولة التجميع عشوائية. يعرض سجل التجميع Gathering Log أسماء ومواقع السلع القابلة للتجميع في هذا العالم.

## الحبكة

### الخلفية
تدور أحداث فاينل فانتَسي XIV في عالم خيالي يدعى «هايديلين» Hydaelyn، وهو كوكب مليء ببيئات ومناخات متعددة تغطي ثلاث قارات كبيرة. تدعى المنطقة التي تدور فيها أحداث اللعبة أيورزيا. تحتوي دول المدن الكبرى الأربع في أيورزيا على تشكيلة واسعة من المناخات والمناطق الحيوية: دولة غريدانيا Gridania المحاطة بغابة كثيفة تدعى الكفن الأسود Black Shroud؛ أُلدآ Ul'dah عبارة عن سلطنة تميل للتجارة وتقع في صحراء ثانالان Thanalan Desert؛ دولة ليمسا لومينسا Limsa Lominsa البحرية تجد موطنًا في منطقة لا نوشَيّا La Noscea الواقعة على جزيرة ڤايلبراند Vylbrand؛ وإشغارد Ishgard الدولة الثيوقراطية الواقعة على سفوح جبال كُرثَس Coerthas. أيورزيا متصلة بقارة أكبر تقع في شمال الشرق والتي قهرتها الإمبراطورية الغارليّة العسكرية بشكل كبير. وهناك كيانات سياسية أخرى من ضمنها قبائل الرجال المتوحشين التي دائمًا ما تعتدي على الدول المتحضرة؛ شارلَيَن Sharlayan، مدينة علمية تقع في شمال الغرب؛ وألا ميغو Ala Mhigo، مدينة حضارية تعرضت للاحتلال خلال فترة الغزو الغارليّة الأولى قبل أحداث اللعبة بعشرين عام. شكلت المدن الحضارية الكبرى الأربع التحالف الأيورزي Eorzea Alliance من أجل التصدي لهذا الغزو، ولكن انسحبت إشغارد فجأة مما ترك الدول الثلاثة الأخرى متحالفةً بالاسم فقط. أدى هذا الصراع إلى خراب مور دونا Mor Dhona، منطقة حيوية سابقًا في مركز القارة والتي أصبحت الآن أرضًا مقفرة وجرداء.
تاريخ أيورزيا يدور حول سلسلة من العصور المظلمة والنجمية. العصور المظلمة Umbral Eras هي فترات عظيمة الكارثية والعصر المظلم الأول First Umbral Era كان ختام عصر الآلهة. آلهة أيورزيا الوصية، والمعروفة بالإثني عشر The Twelve، تراجعت عن التعامل المباشر مع البشر خلال هذا الزمن. تتبع العصور المظلمة فترات من التنور والنمو الثقافي التي تدعى العصور النجمية Astral Eras. كان العصر النجمي الثالث Third Astral Era بالأخص معروفًا بالترؤس على الإمبراطورية الألَغِية Allagan Empire، حضارة عريقة يتجاوز مستواها التقني ذاته في العصر الحديث. كل زوج من العصرين المظلم والنجمي يتطابق مع إحدى العناصر الأساسية الستة: الرياح والبرق والنار والأرض والجليد والماء. وكان يُعتقد أن العصر المظلم السادس المائي هو الأخير، وكانت الأعراق المتحضرة على أمل بأن العصر النجمي الثالث سيستمر للأبد. ومع ذلك، وقبل أحداث اللعبة بخمس سنوات، حرّكت الإمبراطورية الغارليّة سلسلة من الأحداث المؤدية إلى العصر المظلم السابع.
من خلال أبحاثهم في مشروع النيزك Project Meteor، اكتشف الغارليّون وسيلة لاستجلاب القمر الطبيعي المدعو بـ«دالالمود» Dalamud واستخدامه كسلاح. الخطة التي قادها الليغاتوس الإمبراطوري نَيل ڤان دارنَس Nael van Darnus تضمنت اصطدام دالامود بأيورزيا وإبادة قبائل الرجال المتوحشين وآلهتهم البدائية بالإضافة إلى قهر الأطلال المشتعلة. ردًا على هذا التهديد، الدول الثلاثة التي كانت عضو في التحالف الأيورزي أعادت تفعيل الفرق العظمى وأعادت صياغة اتفاقها. هزمت عصابة من المغامرين ڤان دارنَس ولكن لم تستطع إيقاف نزول دالامود المستمر. خلال معركة كبرى بين الفِرَق العظمى والقوات الغارليّة الغازية الفاقدة للقيادة في منبسطات كارتِنَو القابعة في مور دونا، كشف دالامود عن نفسه كسجن قديم صنعه الألَغِيّون للتنين البدائي بهموت Bahamut، والذي هرب على الفور لتبدأ الكارثة المظلمة السابعة. حاول الباحث الشارلائي لويسوا لوڤَيور Louisoix Leveilleur أن يعيد احتواء بهموت باستخدام قوة الإثني عشر ولكنه، مع فشل المحاولة، أرسل مجموعة من المغامرين «خارج متناول الزمان» ليستيقظوا عندما تكون هناك حاجة لهم مرة أخرى.

### الشخصيات
فاينل فانتَسي XIV تقدم الخيار بين ستة أعراق شبه-بشرية عند إنشاء الشخصيات. لكل عرق تقسيمين فرعيين بالإضافة إلى توفر الذكور والإناث، والذي لم يكن موجودًا في النسخة الأصلية من اللعبة.
Hyur (هيور)أشباه البشر القادمون من خارج أيورزيا مقسمّون بين سكان الأراضي الوسطى والعليا. سكان الأراضي الوسطى Midlanders يشكلون أكثر القبائل شيوعًا في أيورزيا بعد استقرارهم في كل مدينة راسخة. سكان الأراضي العليا Highlanders هم أفراد أطول جسديًا من عشيرة هيور ذاتها وينحدرون من منطقة ألا ميغو الجبلية. بعد احتلال الإمبراطورية الغارليّة لموطنهم، عاش اللاجئون من الأراضي العليا في مدن أخرى كمرتزقة ومغامرين.
Elezen (إيليزن)عرق يشابه الآلف، يقال أنهم السكان الأصليون لأيورزيا ولذا فقد كانوا معادين لبقية الأعراق في البداية. هناك تنافس محموم بين عشيرتي «وايلد وود» Wildwood و«داسكويت» Duskwight. يقطن إيليزن وايلد وود الغابة وساهم نظر أفراده الثاقب في تطوير الرماية كأداة حرب. عشيرة إيليزن داسكويت منعزلة وتسكن الكهوف والمغارات مما يمنحهم حاسة سمع مميزة.
Lalafell (لالافيل)عرق من الأقزام أشباه البشر يتميز أفراده بالسرعة والذكاء العالي، وينحدرون من المناطق الجنوبية. اللالافيل من صنف شعب السهول Plainsfolk عرق ماكر مما أكسبه سمعة كأرباب أعمال ولصوص ناجحين، بينما لالافيل شعب الكثبان الرملية Dunesfolk قوم بدوي قادم من الصحراء بنى مساكنًا على دوابه.
Roegadyn (روغادين)عرق من العمالقة مفتولي العضلات المنحدرين من البحار الشمالية. يشكلون مجموعتين متميزتين: ذئاب البحر Sea Wolves وحرس الجحيم Hellguard. قاد ذئاب البحر حياة بحرية يومًا من الأيام كبحارة وقراصنة وصيادي السمك. حرس الجحيم عشيرة تكرس حياتها لفنون الارتزاق وتقطن أُلدآ بشكل أساسي.
Miqo'te (ميكوتَي)عرق قططي من المحاربين الذين عادة ما يعيشون حياة منعزلة. إنهم مقسمون إلى طالبي الشمس Seekers of the Sun وحافظي القمر Keepers of the Moon. طالبو الشمس يقطنون صحراء ساغولي Sagolii Desert ويعيشون بين سكان ليمسا لومينسا. حافظو القمر عشيرة ليلية كانت تعتبر سابقًا آفة في غريدانيا قبل أن تتمكن من تحقيق السلام مع السكان الأصليين.
Au Ra (أورا)عرق شيطاني قادم من قارة أوثارد Othard في الشرق الأقصى. يتميز أفراده بالقرون والحراشف والأذيال وكذلك بمثنوية الشكل الجنسية الشديدة، حيث الذكور طوال القامة بينما الإناث قصار القامة. قبيلتا هذا العرق تتعارضان فكريًا: تتكون قبيلة «راين» Raen من المزارعين المسالمين بينما تتشكل قبيلة «زَيلا» Xaela من محاربين بدويين. يتطلب امتلاك توسعة هيڤنزوارد للعب بهذا العرق.
يتخذ اللاعب شخصية مغامر في أيورزيا خلال العصر المظلم السابع والذي ينضم إلى إحدى الفرق العظمى الثلاث: جماعة الأفعى التوأم Order of the Twin Adder، وهي فرقة غريداينيا الكبرى التي تقودها الشيخة عرافة البذرة كاني سينا Elder Seedseer Kan-E-Senna، وهي طفلة ذات ثبات عقلي قادمة من الغابة وبوركت بقدرة على التنبؤ. جماعة النيران الخالدة Immortal Flames في أُلدآ يقودها اللواء الناري راوبان ألدِن Flame General Raubahn Aldynn، وهو من سكان الأراضي العليا القادمين من ألا ميغو والحارس الشخصي للسلطانة الحاكمة نانامو أُل نامو Nanamo Ul Namo. ارتقى راوبان من الفقر المدقع عن طريق مهاراته القتالية عندما تصارع في حلبة القتال. الدوامة The Maelstrom في ليمسا لومينسا تقودها الأميرال ميرلوِب بلوفِسوِن Merlwyb Bloefhiswyn، قرصانة سابقة ماكرة فرضت خدمة تجنيد إجبارية قاسية لجلب أساطيل القراصنة تحت قيادتها. من ضمن الحلفاء الآخرين مِنفيليا Minfilia وسُلّان الفجر السابع Scions of the Seventh Dawn، منظمة تشكلت باتحاد درب الإثني عشر Path of the Twelve وحلَقة العلم Circle of Knowledge التابعة للأركن لويسوا والذَين نشطا في العصر النجمي السادس. من أعضاء هذا الاتحاد ثانكرِد Thancred وإيدا Yda وباباليمو Papalymo وأُريانجَيه Urianger ويَشتولا Y'shtola، أخرهم تمثل فاينل فانتَسي XIV في الألعاب الانتقالية مثل ثيتريذم فاينل فانتَسي: كرتن كول وديسيديا فاينل فانتَسي. سافر حفيدا لويسوا التوأم ألفينَود Alphinaud وأليسَي Alisaie من شارلَيَن تتبعًا لخطاه في محاولة لمساعدة دول أيورزيا. وأخيرًا، سِد غارلوند Cid Garlond هو زعيم أشغال غارلوند الحديدية Garlond Ironworks، شركة تقنية تبني سفنًا هوائية وأسلحة من أجل التحالف.
أيورزيا مهددة بالغزو من قبل قوات الإمبراطورية الغارليّة من الشمال بقيادة الليغاتوس غايَس ڤان بالسار Gaius van Baelsar من الفيلق الرابع عشر وضباطه ليڤيا ساس يونيوس Livia sas Junius وريتاتِن ساس أرڤينا Rhitahtyn sas Arvina ونيرو تول سكائيڤا Nero tol Scaeva. تحالف غايَس مع الآسييّن Ascians، طائفة خالدة مصمِّمَة على إيقاظ إله شرير يهدد عالم هايديلين بأسره. تهدد قبائل الرجال المتوحشين استقرار السلام في أيورزيا عن طريق استدعائهم للبدائيين Primals، وهم آلهة أثيرية تستنزف الأرض من شريان حياتها. تتواجد قبيلة دراڤانيا Dravania التنينية كخصم لإشغارد خلال حرب أغنية التنين Dragonsong الألفية.

### القصة
تفتتح اللعبة برؤيا لشخصية اللاعب وهو يُشهِر نصلًا مصنوعًا من النور ليقضي على رجل ملثم يرتدي عباءة سوداء. الرؤيا هي حلم يراود الشخصية أثناء ترحالها على عربة تقودها إلى المدينة التي اختارها اللاعب في بداية اللعبة: غريدانيا أو أُلدآ أو ليمسا لومينسا. الشخصيات العائدة من اللعبة الأصلية تظهر في غابة بداخل عمود من النور، ألا وهو تعويذة لويسوا الأخيرة، لإنقاذ حياتهم من الخراب الذي ألمّ بكارتِنَو. تتقرب الشخصية من رابطة المغامرين المحلية عن طريق اتخاذ مهام صغيرة مختلفة وتُقارَن بمحاربي النور Warriors of Light، وهم مغامرون شجعان شاركوا في معركة كارتِنَو ومُسِحَت هوياتهم بشكل غامض من ذاكرة كل من كان يعرفهم. يبرز نمط معين في خضم هذه المهمات ينطوي على سلسلة من الهجمات التي يرتكبها رجال مقنّعون، وكذلك عضو في جماعة «سُلّان الفجر السابع» السريّة Scions of the Seventh Dawn يزعم بمعرفة منشأ رؤى اللاعب. يلتقي المغامر زعيمة هذا المجتمع السري، مِنفيليا، والتي وضّحت أن هذه الرؤى استعراض للصدى Echo، وهو قدرة خاصة يحوزها بعض الأفراد، واختارت اللاعب كممثل لهايديلين، والذي يدعى «البلّورة الأم» Mothercrystal.
يتّبع اللاعب ثانكرِد إلى ثانالان كعضو حديث الدخول في جماعة «السُلّان» The Scions للتحقيق في عمليات خطف وسرقة البلّورات على طول الطرق التجارية في المنطقة. يتضح أن الجناة أعضاء قبيلة أمالجا Amalj'aa المتوحشة والتي تقبض على المغامر للتضحية به إلى إلههم البدائي عفريت Ifrit. تفشل المحاولة عندما يحمي الصدى اللاعب من غسيل دماغ عفريت. يقاوم اللاعب عن طريق هزيمة عفريت ويشاد به كبطل عندما يتنافس مبعوثون من الفرق العظمى الثلاث لتجنيد المغامر. عند حضوره لمسيرات في كل من المدن الثلاث لتكريم ذكرى الذين سقطوا في كارتِنَو، يلتقي اللاعب بالتوأم ألفينَود وأليسَي اللذان يشككان في الهدف من تلك المظاهر القومية. مهمة المغامر القادمة هي تشكيل علاقات مع حوريات السماء Sylphs في منطقة الكفن الأسود Black Shroud، وهم قبيلة كائنات مسالمة استدعت طائفتهم المتطرفة الإله راموه Ramuh يومًا من الأيام لحماية الغابة من التوغل الغارلي. خلال بحثه عن زعيمة حوريات السماء، يجابه اللاعب لاهابرَيا Lahabrea للمرة الأولى، وهو آسيّ خالد وعازم على تدمير البلّورة الأم. يعتزم «السُلّان»، وبالأخص ثانكرِد، على التحقيق في مسألة هذا العدو الجديد.
جمعت قبيلة كوبولد Kobold البلّورات من أجل استدعاء إلههم البدائي تايتَن Titan بعد فورة غضب تجاه تعدي اللومنسيون على أقاليم أجدادهم. وردًا على ذلك، يُبعث اللاعب لمقابلة أعضاء سابقين في فرقة الأبطال Company of Heroes، وهم عصابة من المرتزقة الذين هزموا تايتَن واللوياثان Leviathan في العصر النجمي السادس، من أجل النصح حول كيفية قتال الإله البدائي. بعد سلسلة من الدروس المتنكَّرة في زي مهام وضيعة، يكشف زعيم الفرقة عن كيفية الوصول إلى نطاق تايتَن: عن طريق عكس التيار من خلال بلّورات الانتقال التخاطري الخاصة بالمتوحشين. على الرغم من نفي المغامر لتايتَن إلى الأثير، فإن النصر لم يدم طويلًا. خلال ترحال المغامر، اقتحمت الأطربون الغارليّة ليڤيا ساس يونيوس مقر «السُلّان» في «الرمال اليقِظة» Waking Sands بمساعدة الآسيِّين واختطفوا مِنفيليا وذبحوا بقية من كان هناك. أثناء أداء الشعائر الجنائزية لرفاقهم الصرعى، عاد ألفينَود بأخبار عن كائنة بدائية جديدة تدعى غارودا Garuda تستدعيها قبيلة إكسال Ixal. ابتكر ألفينَود خطة لمواجهة غارودا في نطاقها ولكن المخطط يتطلب مساعدة مهندس السفن الجوية الفاقد للذاكرة سِد غارلوند الذي يكدح حاليًا كمساعد في المقبرة.
يسافر اللاعب إلى كُرثَس المثلجة مع ألفينَود وسِد بحثًا عن مركبة سِد الهوائية الضائعة التي تدعى «ذا إنتربرايز» The Enterprise. بعد الكشف عن مؤامرة مهرطقة، يسمح الإشغارديون قليلو الثقة للّاعب بشن غارة على زنزانة «سهرة الحجر» The Stone Vigil، وهي قلعة اجتاحتها تنانين وآخر مكان رأى فيها أي أحد مركبة «ذا إنتربرايز». يعاود لاهابرَيا ظهوره للسخرية من اللاعب وهلاكه الوشيك خلال مواجهة غارودا. يتمكن سِد من إصلاح «ذا إنتربرايز» وقيادتها بعيدًا عن الزنزانة، ويستعيد ذكرياته كمهندس غارليّ وهارب أيورزي ومخترع عبقري بمساعدة صدى المغامر . تشق «ذا إنتربرايز» طريقها من خلال زوبعة غارودا ويقضي المغامر عليها، ولكن ما يلبث وأن يُعاد استدعاءها على الفور. كما يستعدي أسرى حرب من عرقيّ كوبولد وأمالجا إلهَيهم، عفريت وتايتَن، ويستعد الآلهة الثلاثة للمواجهة. ولكن يتدخل الليغاتوس الغارليّ غايَس ڤان بالسار باستخدام «سلاح ألتيما» Ultima Weapon الخاص به الذي شرع في ابتلاع الآلهة الثلاثة ويكتسب قوى إضافية من هذا العمل. بعدها يصبح تدمير سلاح ألتيما الأولوية القصوى لدى اللاعب.
عند عودتهم إلى «الرمال اليقِظة»، يكتشف الأبطال بعضًا من «السلّان» الهاربين من الهجمة وموقع رفاقهم المختطفين. كما يستحدثون مهمة إنقاذ تأخذهم إلى معقل «كاسترُم سَنْتْري» الغارليّ، حيث يسرقون بزات نظامية ومدرع «ماجِتِك» الحصّاد كتنكر. بعد استرداد مِنفيليا والآخرين، تكتشف المجموعة أن لاهابرَيا مسّ ثانكرِد ريثما كان يحقق في التهديد الآشيّ. مِنفيليا وألفينَود يقتحمان اجتماع يضم قادة الفِرق الكبرى الثلاث الذين كانوا يأخذون الاستسلام بعين الاعتبار نظرًا لقوة «سلاح ألتيما» Ultima Weapon، وأقنعاهم بمقاومة القمع الغارليّ عن طريق القتال. نفّذ التحالف الأيورزي عملية آركون Operation Archon—هجوم مضاد واسع النطاق يهدف إلى الاعتداء على كل كاسترُم غارليّ في ذات الأوان—باستخدام قوى مشتركة من الدول الثلاث بالإضافة إلى مجموعات حليفة أخرى. يقود اللاعب فريقًا هجوميًا إلى دار الولاية Praetorium حيث يقبع «سلاح ألتيما». باستخدام بركات نور هايديلين، يسلب اللاعب الأثير الأولي من «سلاح ألتيما». يدمر السلاح دار الولاية باستخدام سحر ألتيما ولكن فريق اللاعب محمي من قبل نور هايديلين ويفككه. يهاجم لاهابرَيا اللاعب شخصيًا ولكن اللاعب يحقق الرؤيا المصورة في بداية المغامرة بضرب ثانكرِد وتحريره من قبضة لاهابرَيا باستخدام شفرة من نور. بعد زوال تهديد الغزو الغارليّ، يعلن قادة الفِرَق الكبرى عن بداية العصر النجمي السابع Seventh Astral Era. يشيد الجميع باللاعب كبطل مغوار يمتلك قوة محاربي النور.

### العصر النجمي السابع
بعد مواجهة ضغوط للانحياز مع إحدى دويلات المدن الثلاث المتحالفة، يقرر «السلّان» نقل مقرهم الرئيسي إلى مدينة ريڤيننتس تول Revenant's Toll، مركز المغامرين في منطقة مور دونا Mor Dhona المحايدة.

## تطوير اللعبة
بدأ تطوير الإصدار الأصلي من فاينل فانتَسي XIV تحت الاسم الرمزي رابتشر بين أواخر عام 2004 وأوائل عام 2005 وأُعلِن عنها رسميًا عام 2009. أخرج نوبواكي كوموتو هذا الإصدار وأنتجه هيروميتشي تاناكا الذي عمل سابقًا كمنتج للعبة فاينل فانتَسي XI ووظف الفريق محرك كريستال تولز الذي استُخدِم من قبل في إنتاج فاينل فانتَسي XIII. بعد مرحلة بيتا قصيرة مليئة بالأخطاء، أُصدِرت اللعبة لاستقبال سلبي واسع. وبعد تمديدين لفترة التجربة المجانية الأولية، أصدر رئيس سكوير إينكس حينها يويتشي وادا اعتذارًا رسميًا للّاعبين والمعجبين في شهر ديسمبر 2010 وأعلن عن إجراء إصلاحات جذرية لفريق التطوير، من أبرزها إبعاد تاناكا عن المشروع وإنزال رتبة كوموتو من مخرج إلى كبير مصممين بالإضافة إلى تعليق الرسوم الشهرية للعبة حتى إشعار آخر وإلغاء نسخة بلاي ستيشن 3 المخطط لها سلفًا. بعد إجراء التغييرات على فريق التطوير، أُحضِر ناوكي يوشيدا، والذي كان رئيس التخطيط للعبة دراغون كويست X، من أجل الإشراف على المشروع كمنتج ومخرج.
في محاولة لتحسين فاينل فانتَسي XIV، سرعان ما اكتشف يوشيدا عددًا من المهام الرئيسية. أولًا وقبل كل شيء، كان عليه استعادة ثقة قاعدة اللاعبين أثناء ترقية الإصدار الأصلي وإضفاء جودة قابلة للعب على اللعبة. ولمعالجة هذه المسألة، بدأ يوشيدا بكتابة «رسائل المنتج» التي تناقش توجُّه التصاميم والتغييرات المقبلة وردود أفعال اللاعبين وزيادة الشفافية خلال عملية التطوير. ولكن بعض الخيارات البرمجية المرهقة التي عفا عليها الزمن عرقلت تطبيق التعديلات الشديدة اللازمة لتحسين اللعبة. وهكذا بدأ التخطيط للعبة جديدة بنيت من الصفر في شهر يناير 2011 وبدأ تطويرها بشكل جدي في أبريل من نفس العام مع العمل على محرك جديد للعبة وهيكلية جديدة للخادم. وفي الوقت نفسه، أتت جهود الفريق لتحسين اللعبة الأصلية بثمارها لأول مرة مع إصدار رقعة 1.18 في يوليو 2011 والتي تضمنت تغييرات كبيرة في نظام المعركة وتطبيق للهجمات التلقائية والزنزانات الفورية وكذلك إزالة نظام التعب Fatigue System المثير للجدل وتقديم قصة الفرق العظمى التي من شأنها أن تحل محل السيناريو الأصلي لسلسلة المهام. صقلت الرقع اللاحقة نظام اللعب بشكل أكبر كما مهّدت الطريق لأحداث العصر المظلم السابع.
في الذكرى السنوية لإصدار اللعبة، زعم وادا أن الإطلاق الأولي لـفاينل فانتَسي XIV «أضر بشكل كبير» بالعلامة التجارية لسلسلة فاينل فانتَسي. لذلك أعلن وادا ويوشيدا عن النسخة الجديدة من فاينل فانتَسي XIV في أكتوبر 2011 والتي أُطلِق عليها اسم «الإصدار 2.0» والتي كانت في صدد التطوير منذ يناير إلى جانب خارطة طريق مبدئية للتقدم المستقبلي لنسختيّ الحاسب الشخصي وبلاي ستيشن 3. قُدِّمت نِسخ من العميل الجديد للحاسب الشخصي عند عملية إطلاق اللعبة بالمجان، وأيضًا نُقِلت بيانات شخصياتهم ومقدار تقدمها المُحرز. إلى جانب خارطة الطريق، أعلنوا فرض رسوم شهرية كتعويض عن تكاليف إعادة التطوير. بدأت عملية الفوترة للإصدار الأصلي في يناير 2012. لتشجيع اللاعبين على البقاء في اللعبة ريثما يدفعون رسوم الاشتراك، كشف يوشيدا عن «الحملة التراثية» Legacy Campaign التي كافأت اللاعبين الذين دفعوا ثمن ثلاثة أشهر من الخدمة على الأقل مع تخفيض دائم للرسوم الشهرية وتشوكوبو مركوب حصري بداخل اللعبة وإظهار أسمائهم في اعتمادات الإصدار 2.0.
في معرض الترفيه الإلكتروني E3 2012، كشفت سكوير إينكس عن «فلسفة آغني» Agni's Philosophy، وهو عرض تجريبي تقني لمحرك اللعبة الجديد «لومينوس ستوديو». على الرغم من عمل أعضاء فريق تطوير فاينل فانتَسي XIV على محرك لومينوس، اعترف يوشيدا أن لومينوس وكريستال تولز هما المحركين الأمثل للألعاب التي لا تستخدم الإنترنت، وأنهما لا يستطيعان تحمل بيئة عمل عبر الإنترنت واستخدام المئات من نماذج الشخصيات الظاهرة على الشاشة. على الرغم من استخدام الإصدار 2.0 لـ«محرك مختلف تمامًا»، وصف يوشيدا محرك لومينوس ومحرك الإصدار 2.0 بالشقيقين نظرًا لأوجه الشبه في تركيبتهما. في يوليو 2012، أعلنت سكوير إينكس أن اسم الإصدار 2.0 الرسمي سيكون فاينل فانتَسي XIV: أ ريلم ريبورن. مع ارتفاع الزخم في عملية تطوير أ ريلم ريبورن، أصدر يوشيدا قرارًا بإيقاف تشغيل خوادم اللعبة الأصلية يوم 11 نوفمبر 2012. استُخدِم هذا التاريخ كـ«ختام نهائي» للعبة القديمة وتُوِّج بشريط دعاية سينمائي لـأريلم ريبورن يدعى «نهاية عصر».
في تشريح للمشروع في مؤتمر مطوري الألعاب، استبصر يوشيدا في شأن المهمة الشاقة الكامنة في الحفاظ على لعبة تقمص أدوار كثيفة اللاعبين على الإنترنت وتحديثها بينما في الوقت نفسه تُطوَّر لعبة جديدة على مدار عامين وثمانية أشهر فقط. وحدد ثلاثة أسباب رئيسية أدت لفشل الإطلاق الأصلي للعبة: إفراط في التركيز على جودة الرسوم، والافتقار إلى الخبرة في ألعاب تقمص الأدوار الحديثة لدى فريق التطوير، وطريقة تفكير تفضي بأنه من الممكن حل جميع المشاكل عن طريق إصدار رقع مستقبلية. وتعتبر هذه تطورات مقارنة مع تجربة الفريق السابقة مع فاينل فانتَسي XI، لعبة تقمص الأدوار الإنترنتية السابقة في سلسلة فاينل فانتَسي. بما أن السلسلة اشتهرت برسومها المتطورة للغاية، فقد أصاب فريق تطوير اللعبة الأصلي هاجس غير صحي بتحقيق أقصى قدر من الجودة في الرسومات على حساب أداء الخادم غير القابل لتحمل عبء لعبة عبر الإنترنت تضم عشرات الآلاف من العناصر عالية الوضوح. عند تصميم فاينل فانتَسي XI، أمضى الفريق سنة كاملة في لعب «إيڤر كويست»، أكثر لعبة تقمص أدوار إنترنتية نجاحًا في بداية الألفية. ولكن أعضاءه افتقروا إلى الخبرة في الألعاب الحديثة من نفس الصنف؛ ولم يُوجَّه فريق فاينل فانتَسي XIV إلا بإنتاج عمل «يختلف عن فاينل فانتَسي XI». نوّه يوشيدا على حاجة الفريق لـ«لعب وورلد أوف ووركرافت لمدة عام [من أجل الإلهام]» بدلًا عن ذلك.
كانت فلسفة التصميم السائدة لـأ ريلم ريبورن هو استمالة لاعبي ألعاب تقمص الأدوار الإنترنتية المخضرمين وجذب اللاعبين الجدد في الوقت ذاته بالإضافة إلى جمهور فاينل فانتَسي الذي لم يجرب هذا الصنف من الألعاب من قبل. ونتيجة لذلك، اعتبر يوشيدا تحسين نظام اللعب باستخدام يد التحكم أولوية قصوى. لتسهيل عملية التنمية، أصدر يوشيدا حوالي 400 قرار تصميمي جوهري يوفر الوقت الذي ضاع في السعي نحو نيل الموافقات مع التركيز على تطبيق الميزات القياسية لصنف اللعبة في الدرجة الأولى. اختُبِر سير العمل باستخدام تحديثات للعبة الأصلية وتطبيقها في تطوير أ ريلم ريبورن. أيضًا قدمت العمليات المستمرة للإصدار الأصلي أرضية اختبار قيمة لميزات جديدة سوف تُنقَل إلى الإصدار الجديد. ومن خلال هذه العملية شدد يوشيدا على أهمية التواصل مع اللاعبين واسترجاع ثقتهم حتى أنه اعترف بأن مسألة المبيعات ثانوية مقارنة بالتعويض عن سمعة السلسلة. أصبح البث المباشر للمحادثات بين فريق التطوير والمعجبين، مثل أحداث «رسائل المنتج» المباشرة، عنصرًا رئيسيًا في إستراتيجية يوشيدا للتواصل مع اللاعبين.

### الاختبار والإطلاق
بدأ اختبار ألفا لـأ ريلم ريبورن بعد نهاية اللعبة الأصلية بفترة وجيزة انتهت في أواخر ديسمبر 2012. خلال هذه الفترة كشف يويتشي وادا أن تطوير أ ريلم ريبورن كان سببًا في تأجيل العمل على الكثير من ألعاب سكوير إينكس حينها وإصدارها. نشر يوشيدا خارطة طريق محدثة لاختبار البيتا من خلال إطلاق اللعبة، مما يدل على وجود أربعة مراحل بيتا بدأت في منتصف فبراير 2013. زعم يوشيدا أن الفريق «يصر على أن اللعبة لن تُصدَر حتى تكون جاهزة» وأن إصدارها مبكرًا «سيكون على مستوى تدمير الشركة». في مايو 2013 كشفت سكوير إينكس عن تاريخ الإصدار للعبة إلى جانب تفاصيل ميزات الطلب المسبق وإصدار هواة الجمع الذي يتضمن كتاب فني وأسطوانة تحتوي على خلاصة لقصة الإصدار الأصلي من اللعبة ونموذج من الموسيقى التصويرية وعدة سلع تجميلية بداخل اللعبة. في يونيو 2013 أعلنت الشركة أن نسخةً للبلاي ستيشن 4 تحت قيد التطوير وأنها ستُصدَر في 2014. عندما بدأت رابع وآخر مرحلة بيتا يوم 17 أغسطس، سجل 150 ألف مستخدم دخولهم، وهو رقم قياسي، مما أسفر عن مشاكل في اللعبة منها احتقان منتديات البيتا وانقطاعات في الاتصال وخطأ في الخوادم أدى إلى تعطل عدة اتصالات مع إنه لم يزل دخول الشخصيات مسجلًا في اللعبة. أنشأت سكوير إينكس عدة خوادم جديدة للتعامل مع الاحتقان ومددت فترة اختبار البيتا وأصدرت رقعة إصلاح لخطأ الخادم.
بدأ اللعب المبكر يوم 24 أغسطس 2013 مع إمكانية اللاعبين الاستمرار في اللعب حتى موعد إطلاق اللعبة يوم 27 أغسطس. لاحظ اللاعبون طيلة هذه الفترة مشاكل مستمرة في الخوادم. ساءت مشكلة الاحتقان بشكل كبير بعد إطلاق اللعبة بسبب «الاستجابة الإيجابية للغاية» لدرجة أن سكوير إينكس علّقت مبيعات اللعبة الرقمية مؤقتًا ووعدت بإصلاح المشكلة. بعد تسليط الضوء على هذه المشاكل وغيرها، أصدر يوشيدا اعتذارًا للجماهير بسبب إطلاق اللعبة «المترنح» وطمأنهم بأن هناك حلولًا في صدد التطوير وأنه ستُنشأ خوادم جديدة. بعد عملية الإطلاق بأسبوع، أصان الفريق اللعبة لمدة عشر ساعات وتلقّت رقع جديدة وعوضت الشركة اللاعبين بأسبوع من اللعب المجاني.
أُصدِرت نسخة ستيم من اللعبة يوم 14 فبراير 2014. ظهر بيتا نسخة بلاي ستيشن 4 من فاينل فانتَسي XIV: أ ريلم ريبورن لأول مرة مع صدور النسخة اليابانية على الجهاز يوم 22 فبراير 2014. تمكّن مالكو نسخة بلاي ستيشن 3 من ترقية اللعبة إلى نسخة بلاي ستيشن 4 الرقمية مجانًا. ظهرت نسخة اللعبة بلغة الماندرين الصينية لأول مرة، والتي نشرتها وأدارتها شركة «شاندا غيمز»، يوم 29 أغسطس 2014 وضمت محتويات من الرقعة 2.16. كذلك تميزت بخوادم منفصلة عن نسخ اللغات الأخرى ونظام دفع مصغر بالساعة. النسخة الكورية، والتي نشرتها شركة «آكتوز سوفت»، أُطلِقت في كوريا الجنوبية يوم 14 أغسطس 2015 مع محتويات من الرقعة 2.2. تحمل هذه النسخة نموذج اشتراك مرن مع زيادات منخفضة بقدر 5 ساعات، مماثلة للنسخة الصينية، لمدة تصل إلى 90 يومًا، مثل خطة الدفع الشهرية التقليدية.
ظهر عميل ماك أو أس X لأول مرة يوم 23 يونيو 2015 ليتزامن مع إصدار أول حزمة توسعة للعبة. أشرفت شركة TransGaming على عملية تحويل اللعبة. على عكس إصدارات التوسعة على أجهزة اللعب والحاسب الشخصي على ويندوز، فإن إصدار الماك غير متوفر إلا كحزمة تتضمن اللعبة الأصلية بالإضافة إلى توسعة هيڤنزوارد، ويدعى الإصدار فاينل فانتَسي XIV أونلاين. يضطر لاعبو الإصدارات الأخرى من اللعبة لشراء هذه الحزمة من أجل اللعب باستخدام عميل الماك الأصلي، من ضمنهم لاعبو الماك الذين يستخدمون إصدار الويندوز عن طريق بوت كامب. يوم 3 يوليو 2015 علقت سكوير إينكس مبيعات نسخة الماك نتيجة لتقارير منتشرة عن ضعف الأداء الفني للعبة وعرضت رد المبالغ لمن اشتراها. لاحظ يوشيدا أن مشاكل الأداء قد تعزى لصعوبات في نقل اللعبة من مكتبات دايركت إكس المحركة للرسوم والخاصة بمايكروسوفت إلى مكتبة الرسوميات المفتوحة بالإضافة إلى خطأ كتابي أدى إلى نشر معلومات خاطئة عن متطلبات الحد الأدنى للنظام لتشغيل اللعبة، وفاقم هذه المشكلتين جدول العمل المزدحم الذي تطلبه إصدار حزمة التوسعة.
بدأت سكوير إينكس بالتفاوض من أجل جلب أ ريلم ريبورن إلى جهاز إكس بوكس ون.

### الرقع والتوسعات
يجدول فريق التطوير التحديثات المهمة كل ثلاثة أشهر تقريبًا. كل من رقع المحتويات الآتية تتضمن تكملة لحبكة السيناريو الرئيسي بالإضافة إلى غارات وميزات وتجارب وزنزانات جديدة. تركز الرقع الطفيفة التي تُصدَر بين التحديثات المهمة على تغييرات في مستوى الحياة. بالإضافة إلى التحديثات المنتظمة، تحتوي اللعبة على حزم توسعة كاملة تضيف مواقع وأعراق ووظائف جديدة وتعرض لأول مرة دورة محتويات جديدة. تدعى التوسعة الأولى هيڤنزوارد والثانية باسم ستورمبلود.
| الرقع والتوسعات | الرقع والتوسعات                                                  | الرقع والتوسعات            | الرقع والتوسعات |
| الرقعة          | العنوان                                                          | تاريخ الإصدار              | ملاحظات |
| --------------- | ---------------------------------------------------------------- | -------------------------- | --- |
| 2.0             | أ ريلم ريبورن                                                    | 27 أغسطس 2013              | بعد الانتصارعلى الغزو الغارلي، قاطع زئير إحدى الآلهة البدائية احتفالات النصر وأُرسِل محاربي النور الجدد للتحقيق في الأمر. وبعد إرسال إصدارات قوية من الآلهة البدائية الثلاثة التي واجهها اللاعب في السابق، يكتشف "السُلّان" أن مصدر الزئير مغارة قابعة أسفل كاسترُمٍ غارليٍ في لا نوشَيّا. هذا المجمّع، والذي يدعى لفائف تجليد بهموت Binding Coil of Bahamut، بُنِي من شظية ساقطة من القمر دالامود ويعدّ أصعب غارة بنهاية اللعبة. ترافق أليسَي (شقيقة ألفينَود) اللاعب خلال دفاعات اللفائف الألّاغية للكشف عن حقيقة الكارثة المظلمة السابعة. وعند حضيض المعركة، يكتشفون أن الزئير قادم من بهموت الذي أُعيد إحياؤه ببطء عن طريق هياكل الاعتقال في اللفائف. |
| 2.1             | "عالم استيقظ" "A Realm Awoken"                                   | 16 ديسمبر 2013             | تأخر إصدار "عالم استيقظ" شهرًا كاملًا نظرًا للحاجة للمزيد من الوقت لإصلاح مشكلات في إطلاق الرقعة. السمات الرئيسية لهذه الرقعة تتضمن إضافة إسكان للفِرَق الحرة وحلبة عرين الذئاب للقتال بين اللاعبين ومتاهة القدماء Labyrinth of the Ancients وهي أول قسم من برج الكريستال، مغارة الـ24 شخص. يمثل برج الكريستال، والذي استُخرِج عن طريق نشاط زلزالي حدث خلال الكارثة المظلمة السابعة، قمة التكنولوجيا والغطرسة الألَغِيّة. غراها تيا G'raha Tia، باحث شارلائي، يقود فريقًا من المغامرين خلال المتاهة ويحاصرون البرج ذاته لإيجاد وسيلة إلى الداخل. يتتبعهم نيرو تول سكائَيڤا بالسر بعد نجاته من سقوط دار الولاية على أمل أن يسرق مصدر الطاقة الهائل الواقع في أعلى البرج. |
| 2.2             | "خلال الدوامة" "Through the Maelstrom"                           | 27 مارس 2014               | تفتتح هذه الرقعة غارة لفائف بهموت الثانية Second Coil of Bahamut حيث يواجه أليسَي ومحارب النور ظل نَيل ڤان دارنَس الذي قتله أبطال العصر النجمي السادس خلال انحدار الكارثة. سحره بهموت ليجعله يلبي طلباته وحث مشروع النيزك ليأتي بثماره خلال حياته وأن يدافع عن اللفائف بعد مماته. بُعيد هزيمة ڤان دارنَس، تكتشف المجموعة أن بهموت لطّف لويسوا وأنه سيمنع أي محاولات مستقبلية لتعطيل هياكل الاعتقال. بعض الميزات الأخرى لهذه الرقعة تتضمن البستنة والقدرة على إبراز الفتن على العتاد وأسلحة ملحمة الأبراجSaga of the Zodiac Weapons، وهي سلسلة مهام لتقوية الأسلحة الأثرية. |
| 2.3             | "حماة أيورزيا" "Defenders of Eorzea"                             | 8 يوليو 2014               | السمات الرئيسية لهذه الرقعة هي الخطوط الأمامية Frontlines، ساحة معركة كبيرة قد تصل إلى 72 لاعب والتي تدور حول حماية نقاط التحكم؛ والمطاردة The Hunt، وهي عملية بحث على مستوى الخادم عن أهداف النخبة Elite Marks، وهي وحوش قوية ذائعة الصيت مختبئة في العالم المفتوح تلقي بأموال وسلع تحديثية عند هزيمتها؛ لفائف بهموت الثانية (متوحشة) نسخة في غاية القسوة والصعوبة من الغارة تكافئ بألقاب فريدة من نوعها؛ وبرج سيركَس Syrcus Tower، مرحلة ما بعد غارة برج الكريستال. يعرض غريبان يدعان دوغا Doga وأونَي Unei أن يفتحا الباب المسدود والمؤدي إلى برج سيركَس. يحتج نيرو بأن أفراد العائلة المالكة الألَغِيّة وحدهم من يستطيعون فتح الباب وهم يعترفون بأنهم مستنسخون من حكماء ألَغِيّين موكلين بإيقاف زاندَي Xande، الإمبراطور المجنون الذي أُحيي مع البرج الذي عاود ظهوره ويسعى للتضحية بالعالم إلى الفراغ The Void في سعي نحو الخلود. تهزم مجموعة المغامرين زاندَي ولكن غيمة الظلام Cloud of Darkness ترفض إلغاء اتفاقه، وسحبت دوغا وأونَي ونيرو إلى نطاقها مع استمرار البرج في توسيع بوابة الفراغ Voidgate. |
| 2.4             | "أحلام الجليد" "Dreams of Ice"                                   | 28 أكتوبر 2014             | في هذه الرقعة، ينضم ألفينَود إلى أليسَي واللاعب لخوض غارة لفائف بهموت الأخيرة Final Coil of Bahamut حيث يواجهون بهموت شخصيًا ومستعبده الملطّف لويسوا. يكشف لويسوا أن دعوات شعب أيورزيا حولته إلى الوحش البدائي فينكس Phoenix عشية الكارثة. سدد فينكس ضربة قاتلة على جسد بهموت وعلى حساب حياته. تخلى لويسوا عن قوته البدائية ومسح ذاكرة جميع الشهود كونه لم يرِد لشعب أيورزيا أن يستخدم الفينكس كشعار أو أن تُستغَل صورته للمزيد من الاستدعاءات. ميزة أساسية أخرى لهذه الرقعة هي الظهور الأول لفئة المارق Rogue ووظيفة النينجا مع مهام مرافقة لها. |
| 2.5             | "قبل السقوط" "Before the Fall"                                   | 20 يناير 2015 31 مارس 2015 | صدرت رقعة "قبل السقوط" على جزءين كختام لقصة أ ريلم ريبورن وتندمج في قصة هيڤنزوارد. الجزء الأول يضم معركة البدائي أودين Odin وآخر غارة لبرج الكريستال وعالم الظلام World of Darkness. يهندس سِد بوابة تنقل غراها والمجموعة إلى عالم الظلام لمواجهة الغيمة مباشرة. يكشف دوغا وأونَي أن غراها هو آخر من بقي على قيد الحياة من السلالة الألَغِيّة الحاكمة ولذا فلديه القدرة على كسر اتفاق زاندَي. وضحّا بأنفسهما للسماح للمجموعة، من ضمنها نيرو، بالهروب من الفراغ. يقرر غراها أن يحبس نفسه بداخل برج الكريستال بعد ظهور قدرته على التحكم بالبرج حتى قدوم زمن يمكن فيه الوثوق بالبشرية واستخدامها لقدرته. تتميز الخطوط الأمامية بطور جديد يدعى "اذبح" حيث الهدف هو هزيمة اللاعبين الآخرين. قدمت رقعة ما بين الجزءين صحن ماندرڤِل الذهبي Manderville Gold Saucer، وهي مدينة ملاهٍ تحتوي على ألعاب مصغرة مثل لعبة الأوراق "الثالوث الثلاثي" Triple Triad وسباق التشوكوبو وألعابًا أخرى. يتكون الجزء الثاني بالأساس من مهام تختم القصة.                                                                          |
| 3.0             | هيڤنزوارد Heavensward                                            | 23 يونيو 2015              | أول حزمة توسعة. يفتح كرسي إشغارد الرسولي أبوابه للمغامرين. تتناول قصة حزمة التوسعة حرب أغنية التنين، وهو صراع ألفي بين إشغارد ودراڤانيا، موطن قبيلة التنين المتوحش، وتصبح متوفرة للاستكشاف. ويمكن للفِرَق الحرة أن تبني السفن الجوية وأن تستخدمها لاكتشاف قارات تطفو فوق الغيوم. كذلك أُصدِر عدد من المهمات الفورية كالزنزانات ومعركتين بدائيتين وغارة أليكساندر: غوردياس Alexander: Gordias. إضافة صخرة الختم، وهي خريطة لاعب ضد لاعب من طراز القبض على العلم، إلى الخطوط الأمامية. ارتفع سقف المستوى إلى 60. قُدِّم الأورا كعرق جديد قابل للعب. إضافة للتوسعة، توفرت اللعبة على نظام ماك لأول مرة. |
| 3.1             | "كما يذهب النور، تذهب الظلمات" "As Goes Light, So Goes Darkness" | 10 نوفمبر 2015             | أول رقعة لحزمة توسعة هيڤنزوارد. يلتقي محارب النور بقراصنة السماء في بحر الغيوم، والذين يقدمون للّاعب غارة "سفينة الفراغ" The Void Ark ذات الـ24 لاعب. أيضًا تتوفر بعثات السفن السماوية للفِرَق الحرة من خلال سفينة سماوية أو عن طريق التسجيل في إشغارد، وتأخذ اللاعبين إلى منطقة "الإكليل" The Diadem الجديدة. كما تقدم الرقعة إضافة جديدة لصحن ماندرڤِل الذهبي، وهي لعبة "سادة ڤرمينيون" Lords of Verminion، حيث يستخدم اللاعبون التوابع القابلة للجمع بداخل اللعبة في معارك من طراز استراتيجية الوقت الحقيقي. |
| 3.2             | "تروس التغيير" "The Gears of Change"                             | 23 فبراير 2016             | ثاني رقعة لحزمة توسعة هيڤنزوارد. |
| 3.4             | "استسلام الروح" "Soul Surrender"                                 | 27 سبتمبر 2016             | ثالث رقعة لحزمة توسعة هيڤنزوارد. |
| 4.0             | ستورمبلود Stormblood                                             | 20 يونيو 2017              | ثاني حزمة توسعة للعبة. قصة ستورمبلود تركز على تحرير دولتي ألا ميغو ودوما من قبضة الإمبراطورية الغارليّة. الميزات المعروف عنها حاليًا تتضمن رفع سقف المستويات إلى 70، إضافة زنزانات وغارات ومناطق جديدة والسماح للشخصيات بالسباحة والغوص، تطبيق تغييرات على نظام المعركة، ووظيفتان جديدتان وهي الساحر الأحمر Red Mage والساموراي. كما سيتوقف الدعم عن نسخة بلاي ستيشن 3 من فاينل فانتَسي XIV مع صدور هذه التوسعة. |
| 5.0             | شادوبرِنغَرز Shadowbringers                                        | صيف 2019                   | ثالث حزمة توسعة للّعبة. قصة شادوبرِنغَرز تصطحب اللاعب نحو المعركة مع الإمبراطورية الغارليّة. تتضمن الميزات رفع سقف المستويات إلى 80 وإضافة زنزانات وغارات ومناطق جديدة وتغييرات في نظام المعارك ووظيفتين جديدتَين. |

### الموسيقى
ألّف ماسايوشي سوكِن غالبية المقطوعات الموسيقية للعبة (أكثر من 100 مقطوعة) بالإضافة إلى مهامه كمخرج صوتي. كانت بقية المقطوعات قطع موسيقية أُعيد استخدامها من الإصدار الأصلي للعبة والتي ألّفها نوبو أويماتسو بمساعدة من سوكِن وتسويوشي سَكيتو ونائوشي ميزوتا. وجّه يوشيدا سوكِن بأن «يعطينا شيء بسيط يمكن لأي شخص أن يعرف أنه من إحدى ألعاب فاينل فانتَسي بصوت أوركسترالي معبر وسهل الفهم». مع العمل بجدول تطوير مختصر، ركز سوكِن بالدرجة الأولى على تأليف الموسيقى التصويرية بينما عمل فريقه على التأثيرات الصوتية المختلفة لعالم اللعبة. أُعطيَ الفريق أقل من عام للعمل على الإنتاج الصوتي، ولكن وفقًا لسوكِن فإنه كان «عمل كافٍ لملء لعبتين كاملتين حينئذ». كان لدى معظم الأغاني مبادئ توجيهية محددة أو أتت كطلبات من فريق التطوير، ولكن كان مسموح لسوكِن بأن «يفعل ما يريده» لأغنية الشارة الخاصة بمعركة تايتن. أعار سوكِن صوته لبعض المقاطع مثل شارة معركة لوياثان. كما رتب سوكِن مقطوعات صوتية من ألعاب فاينل فانتَسي سابقة لاستخدامها في مناسبات خاصة في اللعبة.
ألبوم Final Fantasy XIV: A Realm Reborn Original Soundtrack هو مجموعة الموسيقى التصويرية للعبة التي تتضمن مقطوعات نسخة الإطلاق وأغنيات رقعة 2.1 «أ ريلم أووكِن». أُصدِر الألبوم يوم 21 مارس 2014 على هيئة قرص بلو راي يضم 119 مقطوعة ترافقها فيديوهات للعبة. رافق أول طبعة للألبوم الحيوان الأليف «دمية بهموت الآلية» بداخل اللعبة. وصفت إيميلي مكميلان من موقع Video Game Music Online ألبوم الموسيقى التصويرية بأنه يحوي «موسيقى رائعة حقًا» وقالت أنه متفوق على موسيقى النسخة الأصلية من اللعبة. وكذلك أعربت عن كونه دمج ممتاز لأسلوب فاينل فانتَسي الموسيقي التقليدي مع موسيقى أوركسترالية حديثة. وأشاد مايك سالباتو من موقع RPGFan بالألبوم قائلًا بأنه ألبومه المفضل لعام 2014 وأنه «لا يستطيع أن يوصي بالإنصات إلى موسيقى أ ريلم ريبورن التصويرية بما فيه الكفاية».
بالإضافة إلى التغذية المرتدة نحو الألبوم فقد أشاد النقاد بالموسيقى في مقالاتهم النقدية. ذكر مايك فَيهي الكاتب في موقع Kotaku أن الموسيقى «رائعة ومعقدة ومرضية». وكثيرًا ما أوقف اللعب لإزالة أصوات المحيط والواجهة لكي يسمع الموسيقى بشكل أفضل. قال عنها آدم هارشبرغر من موقع غيمز رادار أنها «في الصدارة حتى ضمن تراث فاينل فانتَسي العريق»، ووصفها مارك لانغشو من موقع Digital Spy بالـ«الوليمة الصوتية التي تقدم التقدير المناسب لسلسلة ألعاب تقمص الأدوار طويلة الأمد». فاز الألبوم بجائزة في مسابقة جوائز موسيقى الألعاب السنوية عام 2013 عن الفئة الشرقية. ظهر ألبوم Final Fantasy XIV: A Realm Reborn Original Soundtrack في المركز العاشر في ترتيب أوريكون خلال أول أسبوع صدر فيه وظل في ذلك المركز لمدة ثمانية أسابيع.

## الاستقبال
| استقبال |                                    |
| --- | ---------------------------------- |
| الدرجات الإجمالية المجموع نقاط غيم رانكينغز PC: 78.54% [ 112 ] PS3: 78.71% [ 113 ] PS4: 86.08% [ 114 ] ميتاكريتيك PC: 83/100 [ 115 ] PS3: 78/100 [ 116 ] PS4: 86/100 [ 117 ] نتائج المراجعة نشرة نقاط فاميتسو 39/40 [ 118 ] غيم سبوت 7.0/10 [ 119 ] غيمز رادار [ 120 ] آي جي إن 8.6/10 [ 121 ] بوليغون 9/10 [ 122 ] يورو جيمر [ 123 ] فوربس 9.5/10 [ 124 ] |                                    |
| الدرجات الإجمالية |                                    |
| المجموع | نقاط                               |
| غيم رانكينغز | PC: 78.54% PS3: 78.71% PS4: 86.08% |
| ميتاكريتيك | PC: 83/100 PS3: 78/100 PS4: 86/100 |
| نتائج المراجعة |                                    |
| نشرة | نقاط                               |
| فاميتسو | 39/40                              |
| غيم سبوت | 7.0/10                             |
| غيمز رادار | [ 120 ]                            |
| آي جي إن | 8.6/10                             |
| بوليغون | 9/10                               |
| يورو جيمر | [ 123 ]                            |
| فوربس | 9.5/10                             |

على عكس النسخة الأصلية من اللعبة، فقد استُقبِلت فاينل فانتَسي XIV: أ ريلم ريبورن بقبول عام وأرقام مبيعات قوية. قبيل إصدار اللعبة، تفاجأ جمهور وصحافة اللعبة بجودتها وصقلها. أشار تشارلز أونييت من موقع IGN إلى عديد من التحسينات المحددة مقارنة بجوانب من اللعبة الأصلية وانتبه إلى أن «سكوير إينكس تبدو وأنها تتخذ خطوات صحيحة لإصلاح الأخطاء العديدة التي اقترفتها حيال تصميم فاينل فانتَسي XIV الأصلية». بعد حضورها المؤثر في جيمز كوم 2012، فازت بجائزة Destructoid كاختيار مجتمع جيمز كوم. لاحظت هيئة التحرير «تغييرات كبيرة أُدخلت على المحرك وعرض المتابعة الرئيسي ونظام المعارك لتحويلها إلى شيء بعيد كل البعد عن اللعبة التي خيبت آمال الكثيرين». ولكن جوناثان توياد من موقع غيم سبوت أبدى ثقة أقل في اللعبة حيث أشاد بالتغييرات ولكنه علّق بأن الكثير من الميزات ستكون في غاية الألفة لدى لاعبي ألعاب تقمص الأدوار كثيفة اللاعبين على الإنترنت الحديثة.
كان الشعور السائد الذي أعرب عنه الكثير من النقاد هو أن اللعبة المجددة نفّذت ميزات ألعاب تقمص الأدوار كثيفة اللاعبين على الإنترنت التقليدية بشكل مثير للإعجاب وأنها نجحت في التطرق إلى إخفاقات النسخة الأصلية. بالنسبة لكيڤِن ڤان‌أورد من غيم سبوت فإن التنفيذ الثابت لأساسيات نوع اللعبة كان أكبر انتقاداته—أنها «لم تقفز فوق أكتاف الألعاب التي أتت من قبلها». ومع ذلك، فقد سارع إلى الإشادة بجودة كتابة اللعبة، وهي ميزة أبرزها عدد من النقاد الآخرين. كان پيت ديڤدسون من موقع USgamer معجبًا بالقصة على وجه الخصوص وأثنى على استجابة الشخصيات غير-اللاعبة لأوامر اللاعب كوسيلة فعّالة لبناء العالم. تمتع الكثير من النقاد بقابلية اللعب بفئات متعددة في شخصية واحدة، وهي ميزة أُبقيَ عليها من النسخة الأصلية. لاحظ ديڤدسون أن الآليات المختلفة لكل فئة جعلت أسلوب لعبها مميزًا. دانيال تاك من مجلة فوربس خص بلعبة الحرفية المصغرة كإحدى أكثر جوانب اللعبة إثارة للاهتمام.
وبرزت نِسخ اللعبة على أجهزة اللعب بمجموعة الميزات القوية التي وضعتها على نفس مستوى إصدار الحاسب الشخصي. أشاد فيل كولار من موقع Polygon على تطبيق التحكم باستخدام اليد ووصفه بـ«أكبر هدية تهديها فاينل فانتَسي XIV لنوعية ألعاب تقمص الأدوار كثيفة اللاعبين على الإنترنت». حتى مع معاناة نسخة بلاي ستيشن 3 من مشاكل طفيفة في سرعة الإطار وأوقات التحميل بالإضافة إلى انخفاض الدقة الرسومية، فقد لاحظ النقاد أنه تم القضاء على هذه المشاكل في نسخة بلاي ستيشن 4 وإنشاء تكافؤ مع إصدار الحاسب الشخصي. وجد كولار وكذلك ليف جونسون من IGN أن نظام اللعب رائع على بلاي ستيشن فيتا من خلال خاصية اللعب عن بعد فقط مع وجود تأخر طفيف.
عمومًا فإن النقاد راضون عن التحسينات التدريجية لـأ ريلم ريبورن. قارنها آدم هارشبرغر من موقع غيمز رادار بـ«بوفيه عشاء يتضمن الوجبة المفضلة للجميع» وغفر عن انعدام الابتكار. شبه ڤان‌أورد اللعبة بـ«العالم القديم» لألعاب تقمص الأدوار كثيفة اللاعبين على الإنترنت، آمن ومألوف. نظر جونسون وديڤدسون إلى أ ريلم ريبورن كأساس متين لمحتويات مستقبلية تُضاف إلى الرقع والتوسعات. بالنسبة لكولار فإنها إعادة لمستوى السلسلة، «أول لعبة فاينل فانتَسي تبرز الطاقة والبهجة التي جعلتني أقع في غرام هذه السلسلة منذ عدة سنوات». اختتم موتوكي شينوهارا من موقع فاميتسو نقده بأنه «سعيد للغاية بأنه عاد إلى موطنه في أيورزيا».
لقت فاينل فانتَسي XIV: أ ريلم ريبورن تصنيفًا جيدًا ضمن العديد من قوائم «لعبة العام» في صحافة المعجبين. سميت أفضل لعبة تقمص أدوار إنترنتية للعام من قبل غيم إنفورمر وZAM وموقع Massively التابع لـJoystiq. كرمتها AbleGamers كأكثر لعبة سائدة سهلة الوصول لعام 2013. وكذلك أسمتها RPGFan ليست فقط أفضل لعبة تقمص أدوار إنترنتية لعام 2013، بل كلعبة العام أيضًا. سماها اللاعبون كخيار القراء في ZAM وغيم إنفورمر أيضًا. في برامج جوائز ألعاب الفيديو، فازت أ ريلم ريبورن بالجائزة الخاصة في جوائز بلاي ستيشن لعام 2013 وجائزة التفوق في جوائز لعبة اليابان.

## المبيعات والاشتراك
بحلول نهاية الأسبوع الأول لإصدارها، وُضِعت نسخة أ ريلم ريبورن للبلاي ستيشن 3 في المركز الثاني لقائمة المبيعات اليابانية مع بيع 184,000 نسخة مادية. وصلت اللعبة إلى 325,000 اتصال متزامن بعد صيانة طارئة لإصلاح أخطاء في الخوادم في أول أسبوع لإطلاقها. أعلن نائوكي يوشيدا في معرض ألعاب طوكيو أن اللعبة وصلت إلى مليون عملية تسجيل دخول فريدة في أواخر سبتمبر 2013 وذلك بعد شهر بعد صدورها. وكان ترتيبها السادس عشر في مبيعات ألعاب الحاسب الشخصي في الولايات المتحدة عام 2013. في اليابان، كان ترتيب مبيعات نسخة البلاي ستيشن 3 من اللعبة 32 مع بيع 244,574 نسخة. بعد سنة 2013 المالية السيئة للغاية، أثنى مسؤولو سكوير إينكس التنفيذيين على مبيعات اللعبة والاشتراكات لدورها في إعادة الشركة للربحية عام 2014. اعتبارًا من 4 يوليو 2015، وصلت اللعبة إلى 5 مليون مشترك حتى الآن، على الرغم من أن أرقام المشتركين النشطين لم يعلن عنها. واعتبارًا من 21 أغسطس 2015 هناك أكثر من 5 مليون حساب مسجل. أكد يوشيدا مرارًا وتكرارًا على أن نجاح أ ريلم ريبورن الباهر يعود إلى نموذج الاشتراك الشهري التقليدي. يرى يوشيدا نموذج اللعب المجاني كمصدر غير موثوق للدخل حيث أنه مبني على تكريس الكثير من موارد التنمية للسلع الاستهلاكية أو التجميلية الشهرية من أجل الحفاظ على الربحية، مما يترك وقتًا قليلًا لمحتويات عالية الجودة للقصة والمعركة. كما كشف أيضًا عن رضا 80% من اللاعبين عن نموذج الاشتراك ووضع نظرية مفادها أن هذا الرضا يعود لثقة اللاعبين في التدفق المستمر للمحتويات العالية الجودة التي سببها اشتراكهم. مع النموذج التقليدي، فإن قاعدة اللاعبين تنمو مع الوقت عندما يرى الناس توسعة اللعبة، على عكس الألعاب المجانية والتي قد تجذب عددًا كبيرًا من اللاعبين في البداية، والتي يتغير حجمها وربحيتها من شهر إلى آخر. ليست لدى يوشيدا أية خطط لتغيير اللعبة إلى النموذج المجاني في المستقبل القريب.

## الملاحظات
1. ↑  حتى يونيو 2017
2. ↑  فاينارو فانتَجي فوتين ‎ (ファイナルファンタジーXIV؟) في اليابان
3. ↑  فاينارو فانتَجي فوتين: شينسي أيوروزيا ‎ (ファイナルファンタジー XIV: 新生エオルゼア؟) في اليابان

## روابط خارجية
- فاينل فانتسي 14 على موقع IMDb (الإنجليزية)
- فاينل فانتسي 14 على موقع IMDb (الإنجليزية)